# 혼합 현실

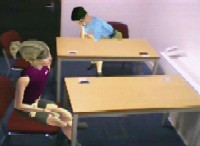
혼합 현실의 예. 가상 인물들이 실제 세계의 라이브 비디오 스트림에 혼합되었다.

혼합 현실 ( 混合現實 , mixed reality , MR ) 혹은 혼성 현실 (hybrid reality)은 가상 세계와 현실 세계를 합쳐서 새로운 환경이나 시각화등 새로운 정보를 만들어 내는 것을 말한다. 특히, 실시간으로 현실과 가상에 존재하는 것 사이에서 실시간으로 상호작용할 수 있는 것을 말할 때 혼합 현실이라는 개념을 사용한다.

## 정의
가상성 연속체와 내성 연속체(Virtuality continuum and mediality continuum)
1994년에 폴 밀그램과 후미오 키시노는 혼합 현실을 다음과 같이 정의했다. "가상성 연속체의 극단 사이에 있는 어딘가".

## 같이 보기
- 컴퓨터 매개 현실
- 확장 현실
- 멀티모덜 인터페이스